# 藤井米次郎
藤井 米次郎（ふじい よねじろう、1877年（明治10年）1月15日 - 1969年（昭和44年）1月10日）は、愛知県出身の日本の実業家。得三郎商店（のちの龍角散）の婿となり、初代没後に得三郎を襲名した。2代得三郎。旧姓は小林。

## 来歴
名古屋市立山吹高等小学校（現・名古屋市立山吹小学校）を卒業したのち、藤井得三郎商店に入社した。1928年（昭和3年）の専務取締役を経て、1934年（昭和9年）に社長に就任する。1963年（昭和38年）には会長となる。
秋田の藤井玄淵から数えると、龍角散の5代目にあたる。株式会社の2代目。

## 親戚・遠縁
- 米次郎の実家は愛知県の小林盛大堂で、兄は今の小林製薬のルーツとなる小林大薬房を大阪府で創立したという[5]。

- 出典は『人事興信録』の4巻と8巻より
- 祖父：小林忠左衛門（現在の岐阜県出身）
  - 父：小林忠兵衛（忠左衛門の三男。名古屋・小林薬房の取締役）
    - 兄：吉太郎（長男）
    - 弟：房五郎（三男）
- 妻：千代（藤井得三郎 (初代)の長女[6]）
- 義弟：藤井正太郎（初代得三郎の長男、千代の弟）
- 養子：藤井勝之助（京都・小西駒一の甥）[7]
- 養子：登美（正太郎の長女。勝之助の妻）[7]

### 遠縁
- - 神矢肅一（正太郎の妻・ふくの父）
  - 森垣亀一郎（ふくの姉・ふみの夫）